# Den Kongelige Kobberstiksamling
Den Kongelige Kobberstiksamling är en dansk samling av grafisk konst under Statens Museum for Kunst.
Samlingen, som har fler än 245.000 verk, består av kopparstick, teckningar, gravyrer, träsnitt, akvareller, litografier och andra former av konst på papper. Samlingen består huvudsakligen av danska konstverk, och museet erbjuder den mest kompletta översikten av dansk konst från 1600-talet till nutid.
Samlingen grundlades genom att Albrecht Dürer förärade kung Kristian II ett antal träsnitt 1521.
Just Mathias Thiele arbetade vid Det Kongelige Bibliotek från 1835 och hans arbete med dåtidens 70.000 kopparstick räddade då samlingen från förfall och var grunden för dagens  konstverkssamling på Den Kongelige Kobberstiksamling. Samlingen var i den dansk-norska kungens privata ägo fram till 1843, då den gjordes tillgänglig för allmänheten. Då Statens Museum for Kunst invigdes 1896, flyttede samlingen in där tillsammans med Den Kongelige Malerisamling och Den Kongelige Afstøbningssamling.
En stor del av samlingen kommer från Joachim Wasserschlebes privata samling på mer än 30.000 kopparstick, som han var tvungen att sätta i pant till den danska staten 1781. Det Kongelige Bibliotek köpte hela denna samling för 2.000 riksdaler 1783.